# SMS Seydlitz
SMS Seydlitz byl v pořadí čtvrtý postavený bitevní křižník německého císařského námořnictva. Loď byla objednána v roce 1910 a postavena v letech 1911–1913 v loděnicích Blohm & Voss v Hamburku. Původním nositelem jejího jména byl Friedrich Wilhelm von Seydlitz – pruský generál z 18. století.

## Konstrukce

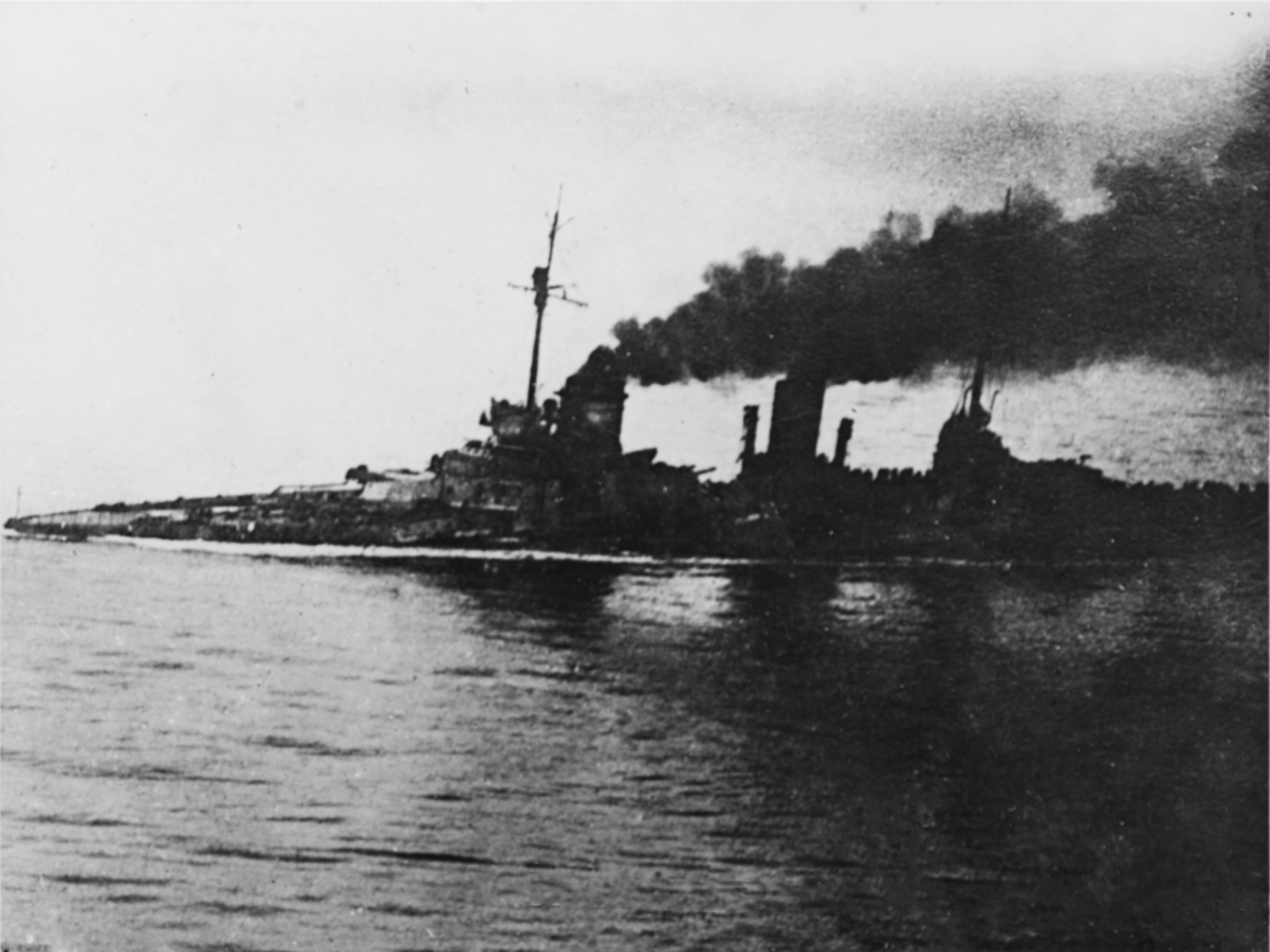
Těžce poškozený Seydlitz se vrací z bitvy u Jutska

Konstrukčně loď navazovala na první generaci německých bitevních křižníků, kterou započaly SMS Von der Tann a třída Moltke. Lišil ze zejména větší délkou, vyšším výtlakem a kvalitnějším pancéřováním.
Hlavní výzbroj lodi tvořilo deset 280mm kanónů o délce hlavně 50 ráží, umístěných v pěti dvoudělových věžích. Zde je nutné poznamenat, že jeho britské protějšky již v té době nesly 343mm děla (pozdější třída Derfflinger již měla 305mm děla). Sekundární výzbroj tvořilo dvanáct 150mm kanónů s délkou hlavně 45 ráží, umístěných v kasematách. Dále loď nesla dvanáct 88mm kanónů v jednohlavňových postaveních. Čtyři pevné podhladinové torpédomety měly ráži 500 mm. Vždy jeden byl na přídi, na zádi lodi a také na obou bocích.

## Operační nasazení

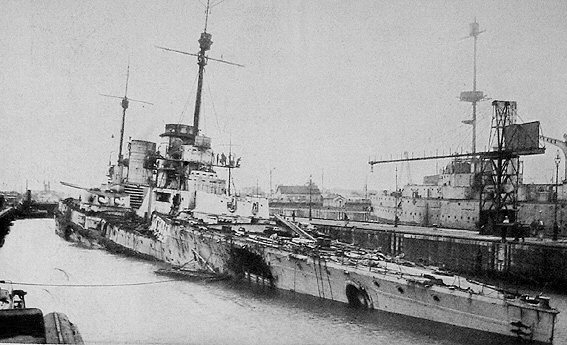
Těžce poškozený Seydlitz po bitvě kotví v přístavu

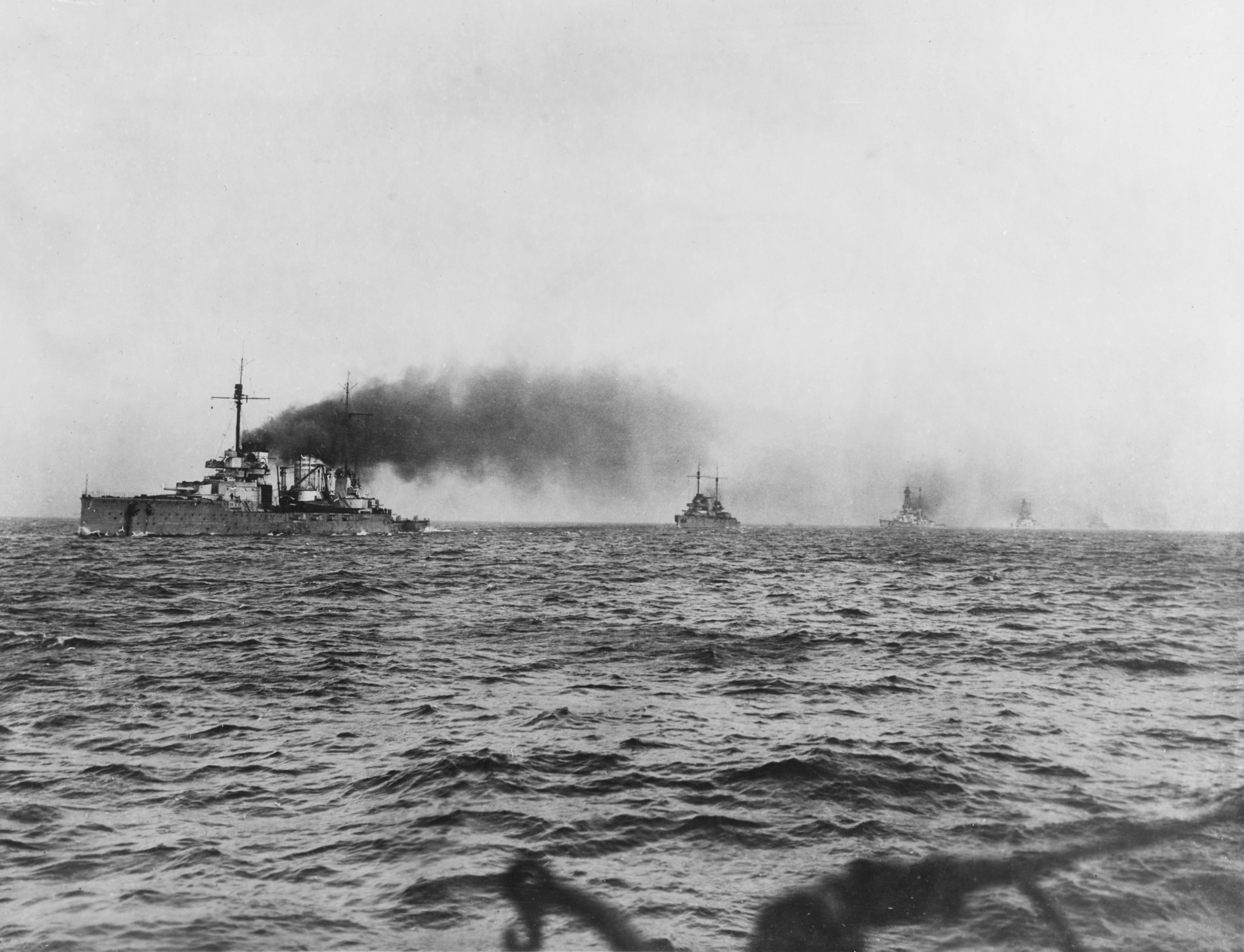
Seydlitz veze německé bitevní křižníky do internace ve Scapa Flow. Za ním plují (zleva) Moltke, Hindenburg, Derfflinger a Von der Tann

Seydlitz se za první světové války účastnil řady námořních operací Hochseeflotte, zejména bitvy u Dogger Banku 24. ledna 1915 a bitvy u Jutska ve dnech 31. května až 1. června 1916. V obou bitvách byl vážně poškozen. Nejprve se 3. listopadu 1914 účastnil ostřelování britského přístavu Yarmouth a 16. prosince 1914 byl jednou z lodí,  ostřelujících přístav Hartlepool.
U Dogger Banku byl Seydlitz vlajkovou lodí kontradmirála Franze von Hipper. Do barbety zadní dělové věže „D“ ho zasáhl 343mm granát z bitevního křižníku HMS Lion. Granát pronikl do muničních skladů lodi a způsobil výbuch části připravených korditových náloží. Oheň vnikl do přípravny střeliva pod věží a potom i přes průlez, kterým se snažila posádka věže uniknout, do sousední věže „C“. Jen se štěstím posádka lodi zabránila explozi munice a potopení lodi. Obě zadní věže byly zničeny. Na druhé straně jeho palba poškodila Lion natolik, že musel být z bojiště odtažen. Těžce poškozený Seydlitz byl tedy téměř ztracen, ovšem tato zkušenost vedla Němce k vylepšení ochrany muničních skladů a záchranných postupů, což mohlo mít vliv na jejich menší ztráty, utrpěné později v bitvě u Jutska.
Dne 24.–25. dubna 1916 se Seydlitz účastnil ostřelování přístavů Yarmouth a Lowestoft, během akce však najel na minu a nabral značné množství vody.
V bitvě u Jutska se Seydlitz stal nejhůře poškozenou německou lodí. Zasáhlo ho 21 střel velké ráže a jedno torpédo. Loď měla zničené dvě dělové věže a nabrala více než 5 300 tun vody. Zpět do přístavu se však dostala vlastní silou. Ztráty posádky činily 98 mrtvých a 50 zraněných. Naopak palba Seydlitze (Seydlitz v bitvě vystřelil celkem 376 kusů 280mm granátů) a bitevního křižníku SMS Derfflinger způsobily explozi muničních skladů a následné potopení britského bitevního křižníku HMS Queen Mary. 
V menší míře byl Seydlitz nasazen i v Baltském moři, kam se kterákoliv německá loď mohla rychle přesunout pomocí Kielského průplavu.

## Osud lodi

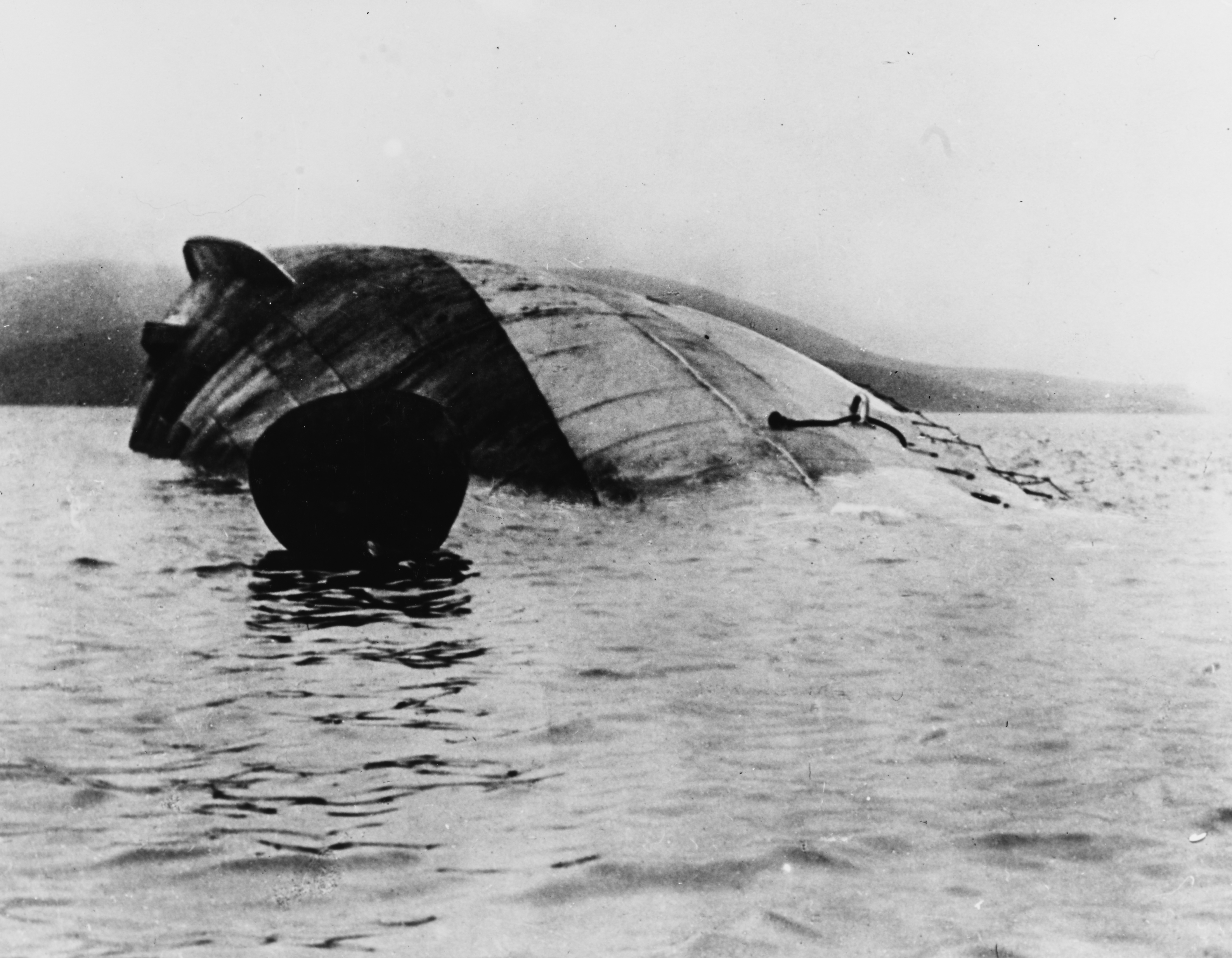
Seydlitz, tentokrát již potopený ve Scapa Flow

Po uzavření příměří byl Seydlitz, společně s většinou německé Hochseeflotte, internován na britské námořní základně Scapa Flow. Podobně jako většinu ostatních německých lodí ho zde 21. června 1919 potopila vlastní posádka – událost je nazývána incident ve Scapa Flow. Vrak lodi byl vyzvednut v listopadu 1929 a v roce 1930 v Rosythu sešrotován.